# 国鉄ヒ150形貨車
国鉄ヒ150形貨車（こくてつヒ150がたかしゃ）は、かつて鉄道省及び1949年（昭和24年）6月1日以降は日本国有鉄道（国鉄）に在籍した事業用貨車（控車）である。

## 概要
航送車両の鉄道連絡船への積み下ろし作業用の控車として1928年（昭和3年）1月下旬にテト8256形を種車に10両が製作された。形式名はヒ1100形（ヒ1100 - ヒ1109→ヒ150 - ヒ159）と定められたが、同年5月の車両称号規程改正によりヒ150形に変更された。
改造工事は鷹取工場にて行われ、神戸局に配属された。詳細な図面、写真等の資料が未発見のため不明点が多々存在する。
1949年（昭和24年）度に最後まで在籍した車両が廃車となり同時に形式消滅となった。

### 車番履歴
| テト8256形 | ヒ1100形 | ヒ150形 |
| ---------- | -------- | ------- |
| テト8380   | ヒ1100   | ヒ150   |
| テト8275   | ヒ1101   | ヒ151   |
| テト8346   | ヒ1102   | ヒ152   |
| テト8386   | ヒ1103   | ヒ153   |
| テト8374   | ヒ1104   | ヒ154   |
| テト8267   | ヒ1105   | ヒ155   |
| テト8288   | ヒ1106   | ヒ156   |
| テト8295   | ヒ1107   | ヒ157   |
| テト8378   | ヒ1108   | ヒ158   |
| テト8381   | ヒ1109   | ヒ159   |